# Santa Iria de Azóia

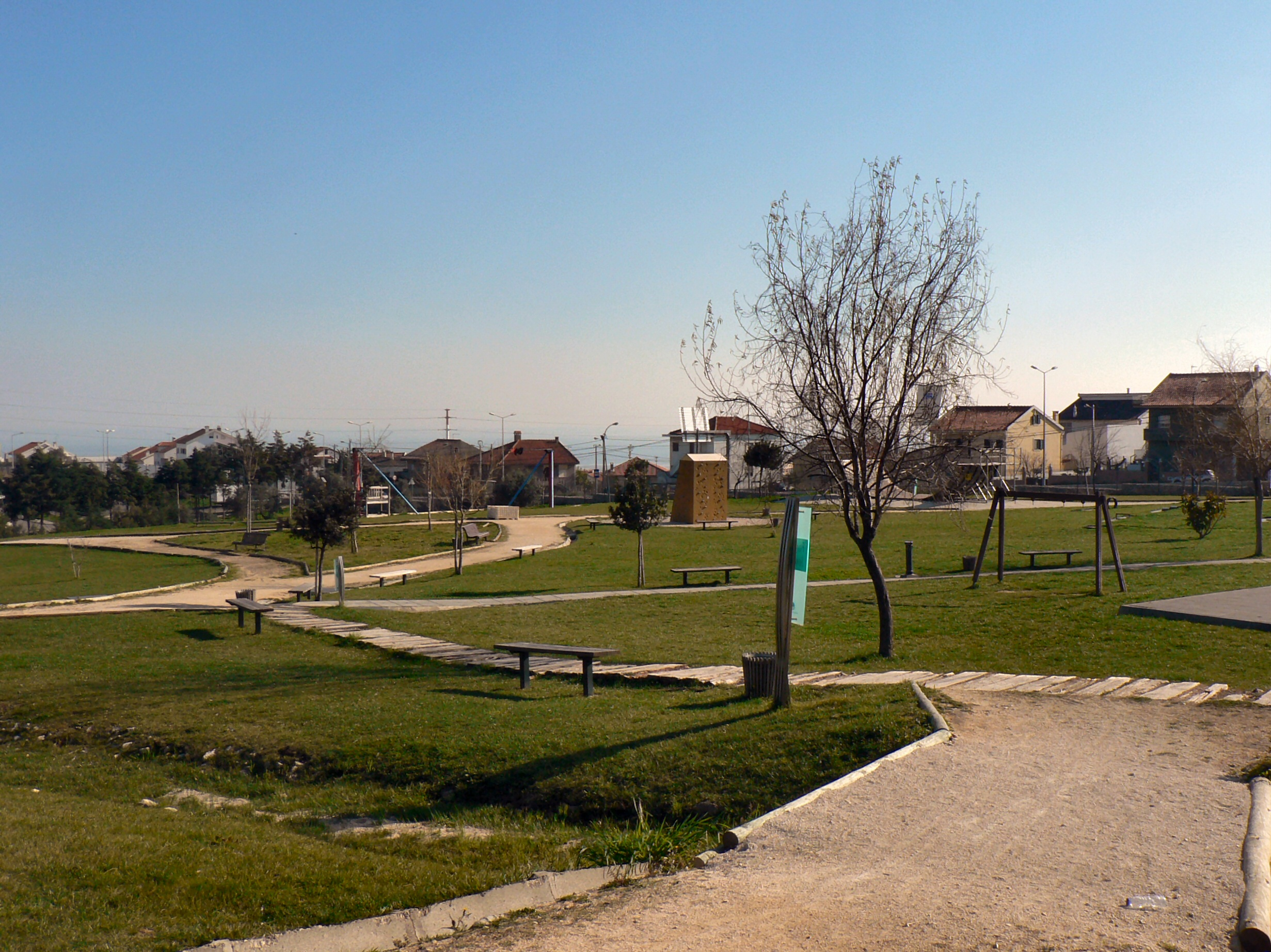

Santa Iria de Azóia est une paroisse civile (en portugais : freguesia) du Portugal, située dans le district de Lisbonne et la Région de Lisbonne. Elle est rattachée à la municipalité de Loures.

## Géographie
Santa Iria de Azóia est limitrophe :
- au nord : Póvoa de Santa Iria et Vialonga
- au sud : São João da Talha

## Sports
- Football : FC Alverca

## Démographie
| 1862 | 1864  | 1890  | 1900  | 1911  | 1920  | 1930  | 1940  | 1991   |
| ---- | ----- | ----- | ----- | ----- | ----- | ----- | ----- | ------ |
| 940  | 1 093 | 1 380 | 1 504 | 2 808 | 1 539 | 1 856 | 1 393 | 15 394 |

| 2001   | - | - | - | - | - | - | - | - |
| ------ | - | - | - | - | - | - | - | - |
| 17 571 | - | - | - | - | - | - | - | - |

## Patrimoine
- Château de Pirescoxe
- Galerie Municipal du Château de Pirescoxe
- Église de Santa Iria de Azóia
- Palaces : de Quinta de Valflores et Quinta das Amoreiras